# Nevzat Bejta
Nevzat Bejta (mac. Невзат Бејта, ur. 19 października 1961 w Dufie) – jugosłowiański i północnomacedoński historyk, samorządowiec, burmistrz Gostiwaru w latach 2005-2009 i 2013-2017, minister samorządu terytorialnego Macedonii w latach 2011-2013.

## Życiorys
W 1985 roku ukończył studia z zakresu historii na Uniwersytecie w Prisztinie, pracował następnie jako nauczyciel historii w szkole podstawowej w Czegranem (1985) i w gimnazjum w Gostiwarze (1987-2002). Działał jednocześnie w Armii Wyzwolenia Narodowego (alb. Ushtria Çlirimtare Kombëtare).
W 1999 roku pełnił funkcję radnego w Radzie Gminy Gostiwar.
W 2002 roku został prezesem oddziału Demokratycznego Związku na rzecz Integracji w Gostiwarze. Z ramienia tej partii w latach 2002-2005 był deputowanym do Zgromadzenia Republiki Macedonii. Następnie w latach 2005-2009 był burmistrzem Gostiwaru, jednocześnie pełnił funkcję wiceprezesa Związku Jednostek Samorządu Terytorialnego (mac. Заедница на единиците на локална самоуправа).
W 2005 roku należał do prezydium Demokratycznego Związku na rzecz Integracji, cztery lata później był wiceprezesem tej partii.
29 lipca 2011 roku objął urząd ministra samorządu terytorialnego, zrezygnował z pełnienia tej funkcji dnia 15 lutego 2013 roku; jego następcą na tym stanowisku został Tahir Hani.
Zgłosił kandydaturę do wyborów na burmistrza Gostiwaru, które odbyły się dnia 24 marca 2013 roku. Wygrał je zdobywając 19 342 głosy, pokonując tym urzędującego wówczas Rufiego Osmaniego, który zdobył 18 198 głosów. Oficjalnie Nevzat Bejta ponownie objął stanowisko burmistrza tego miasta dnia 15 kwietnia 2013 roku. Został powitany przed urzędem gminnym przez ponad tysiąc osób, natomiast Rufi Osmani nie był obecny na uroczystości przekazania urzędu. Bejta pełnił funkcję burmistrza Gostiwaru do 2017 roku.